# Crenicichla johanna
Crenicichla johanna es una especie de peces de la familia Cichlidae en el orden de los Perciformes.

## Morfología
Los machos pueden llegar alcanzar los 28,3 cm de longitud total.

## Distribución geográfica
Se encuentran en Sudamérica: cuencas de los ríos  Amazonas (Perú, Brasil y Bolivia), Orinoco ( Colombia y Venezuela), Esequibo (Guayana), Oyapock y Approuague (Guayana Francesa), y  Amapá (Brasil ).